# Марунниця альпійська
Марунниця альпійська (Leucanthemopsis alpina) — вид рослин із родини айстрових (Asteraceae).

## Внутрішньовидова класифікація
Вид дуже морфологічно та цитологічно варіабельний, є кілька внутрішньовидових таксонів, які включають, крім номінального підвиду, також: Leucanthemopsis alpina subsp. cuneata (Pau) Heywood, Leucanthemopsis alpina subsp. minima (Vill.) Holub, Leucanthemopsis alpina subsp. pseudotomentosa (Fiori) Tomasello & Oberpr., Leucanthemopsis alpina subsp. pyrenaica (Vierh.) Tomasello & Oberpr., Leucanthemopsis alpina subsp. tatrae (Vierh.) Holub, Leucanthemopsis alpina subsp. tomentosa (Loisel.) Heywood, Leucanthemopsis alpina subsp. vranicae Tomasello & Konowalik.

## Біоморфологічна характеристика
Це багаторічна трав'яниста рослина. Стебла нерозгалужені, прямовисні чи висхідні, 3–15 см заввишки, від густо волохатих до голих, одноголові. Більшість листків прикореневі, на ніжках, кілька стеблових листків вузько-ланцетні, +/- цілі, сидячі. Приземні листки від яйцюватих до лопатоподібних, до 4 см завдовжки й 1.1 см ушир, зубчасті чи перисті, сіро-зелені повстяні чи лисі. Діаметр квіткової голови 2–4 см. Променеві жіночі квіточки білі, а трубчасті двостатеві — жовті. Плоди 3–4 мм завдовжки, ребристі, з зубчастим краєм зверху, з чубчиком. Квітне у червні — серпні.

## Середовище проживання
Зростає у Європі (Австрія, Словаччина, Франція (у т. ч. Корсика), Італія, Польща, Румунія, Україна, Іспанія, Андорра, Швейцарія, Ліхтенштейн, колишня Югославія).
В Україні вид росте на гірських луках до поясу криволісся – у Карпатах, рідко.